# The Collective
The Collective est un développeur de jeux vidéo américain basé à Newport Beach, en Californie. Fondée en 1997 par d'anciens employés de Virgin Entertainment, la société fusionne avec Backbone Entertainment en 2005 pour créer Foundation 9 Entertainment. The Collective est alors fusionné avec Shiny Entertainment pour devenir Double Helix Games en octobre 2007,,,,.
Au cours de son existence, The Collective travaille sur des jeux tels que Men in Black: The Game, Star Trek: Deep Space Nine - The Fallen, Buffy contre les vampires, Marc Eckō's Getting Up: Contents Under Pressure, Da Vinci Code et Dirty Harry (annulé).

## Jeux développés
| Année  | Titre                                           | Éditeur                                |
| ------ | ----------------------------------------------- | -------------------------------------- |
| 1997   | Men in Black: The Game                          | Gremlin Interactive                    |
| 2000   | Star Trek: Deep Space Nine - The Fallen         | Simon & Schuster                       |
| 2002   | Buffy contre les vampires                       | Electronic Arts                        |
| 2003   | Indiana Jones et le Tombeau de l'empereur       | LucasArts                              |
| 2004   | Wrath Unleashed                                 | LucasArts                              |
| 2005   | Star Wars, épisode III : La Revanche des Sith   | LucasArts                              |
| 2006   | Marc Eckō's Getting Up: Contents Under Pressure | Atari Inc.                             |
| 2006   | Da Vinci Code                                   | 2K Games                               |
| Annulé | Dirty Harry                                     | Warner Bros. Interactive Entertainment |